# Reliquaire de Monymusk
Le reliquaire de Monymusk est un reliquaire écossais du début du VIIIe siècle. Il est probablement l'œuvre de moines de l'abbaye d'Iona. Fait de bois et de métal, il témoigne de la rencontre de l'artisanat picte et gael, perceptible dans le choix des formes, avec l'artisanat anglo-saxon, visible dans le travail du métal. Il s'agit d'une des premières châsses connues en forme de maison.
Au XIXe siècle, le reliquaire de Monymusk est considéré comme le Brecbennoch de saint Colomba, un objet sacré mentionné dans les chroniques comme ayant servi d'étendard aux armées écossaises médiévales. Ce point de vue n'est plus partagé par les historiens contemporains.